# Lasiophanes atriventris
Lasiophanes atriventris är en myrart som först beskrevs av Smith 1858.  Lasiophanes atriventris ingår i släktet Lasiophanes och familjen myror. Inga underarter finns listade i Catalogue of Life.